# Yosemite (singolo)
Yosemite è un singolo del rapper statunitense Travis Scott, pubblicato come terzo singolo dell'album Astroworld il 20 novembre 2018.

## Antefatti
Quando Yosemite fu inizialmente pubblicata, il volume della voce di Nav risultava estremamente più basso del normale e il brano divenne presto virale e sfociò in un meme. Il brano fu poi rimasterizzato.

## Descrizione
Il brano presenta il featuring non accreditato del rapper statunitense Gunna e del rapper canadese NAV. Il titolo si riferisce al parco nazionale di Yosemite nella Sierra Nevada.

## Tracce
1. Yosemite – 2:30 (testo: Jacques Webster, Sergio Kitchens, Navraj Singh Goraya – musica: June James, Turbo, Ramy)

## Classifiche
| Classifica (2018–19)      | Posizione massima |
| ------------------------- | ----------------- |
| Canada                    | 18                |
| Francia                   | 93                |
| Germania                  | 98                |
| Regno Unito               | 93                |
| Stati Uniti               | 25                |
| Stati Uniti (R&B/Hip-Hop) | 16                |
| Stati Uniti (Rhythmic)    | 24                |
| Svezia                    | 92                |

## Storico delle pubblicazioni
| Paese       | Data             | Formato            | Etichetta                         | Note   |
| ----------- | ---------------- | ------------------ | --------------------------------- | ------ |
| Stati Uniti | 20 novembre 2018 | Urban contemporary | Grand Hustle · Epic · Cactus Jack | [ 18 ] |